# Gaspard Monge
Gaspard Monge, comte de péluse (gróf) (Beaune, Côte-d’Or, 1746. május 10. – Párizs, 1818. július 28.) francia matematikus, az ábrázoló geometria megalkotója, az analitikus geometria úttörője; ez a két irányzat azóta a projektív geometria részévé vált. Kiemelkedő szerepet játszott a francia forradalomban, részt vett a méterrendszer és az École polytechnique létrehozásában. I. Napóleon emelte grófi rangra 1808-ban.

## Életpályája

### Az elismertség felé
Az oratoriánus szerzetesek beaune-i és lyoni kollégiumában tanult. Lyonban 16 éves korában fizikát tanított. 1762-ben egy szünidei látogatás során elkészítette Beaune nagy méretarányú térképét, ehhez megfigyelési módszereket dolgozott ki, megalkotta a szükséges földmérési eszközöket. A térkép annyira megtetszett egy katonatisztnek, hogy Monge-ot az előkelő méziéres-i katonai iskola parancsnokának a figyelmébe ajánlotta. Monge-ot azonban csak műszaki rajzolónak vették fel, mert apja házaló vándorkereskedő volt, így ő maga nem részesülhetett tiszti képzésben.
Újabb lehetősége nyílt műszaki rajzolói jártasságának a bemutatására, amikor megbízták, hogy számítsa ki, hogyan kell az ágyúkat megfelelően elhelyezni egy tervezett erődítményben. Abban az időben ilyen feladatot csak hosszas aritmetikai eljárással lehetett megoldani. Monge ehelyett geometriai módszereket alkalmazott, és olyan gyorsan megkapta az eredményt, hogy parancsnoka először át sem akarta venni. Alapos elemzés után Monge tervét olyan értékesnek tartották, hogy hadititokként őrizték 1795-ig, ekkor végül megengedték neki, hogy előadásain ismertesse módszerét.

### Mézières-i évei
Mézières-ben is folytatta kutatásait, az épülettervezési problémák megoldására általános geometriai módszert dolgozott ki; ez később ábrázoló geometria néven vált ismertté.
Monge 1768 és 1783 között fizikát és matematikát tanított  Mézières-ben. 1777-ben feleségül vett egy özvegyasszonyt. 1780-ban katonaiskolai állásával párhuzamosan a hidraulika tanárának nevezték ki a párizsi Louvre-ba. Ugyanebben az évben a Francia Természettudományi Akadémia levelező tagjává választották. 1781-ben a földmunkák problémáit tárgyaló Sur la théorie des debíais et des remblais (A földkiemelés és -elhelyezés elméletéről) című dolgozatában integrálszámítást alkalmazott felületek görbületének meghatározására. Tanulmányában leírta a görbület közönséges differenciálegyenletét, és megalapozta az eljárás általános elméletét.

### Párizsi évei
Monge 1783 táján végleg elhagyta Mézières-t, és Párizsban egyre aktívabban vett részt a közügyekben. 1783-tól talán 1789-ig tengerészkadétokat vizsgáztatott. Dolgozott abban a súly- és mértékbizottságban, amely 1791-ben kidolgozta a méterrendszert. 1792-93-ban tengerészeti és gyarmatügyi miniszter volt, és alkalma nyílt fogadni azt az ifjú tüzértisztet, akiből később I. Napóleon francia császár lett. 1795-ben részt vett az Institut National de France (Francia Nemzeti Intézet) megalapításában. A forradalom alatt időnként megingott a helyzete, de továbbra is befolyásos maradt. Amikor a kormányzat tudósok segítségét kérte a nemzet védelmében fontos anyagok előállításához, Monge öntödék működésére felügyelt, és gyártási kézikönyveket írt: Description de l’art de fabriquer les canons (Az ágyúgyártás tudománya) és Avis aux ouvriers en fer sur la fabrication de l'acier (Tanácsok acélgyártó vasmunkásoknak). 1794-95-ben a rövid életű École Normale-ban tanított. Itt engedélyezték számára, hogy ismertesse az ábrázoló geometria elveit, amelyeket Mézières-ben dolgozott ki.

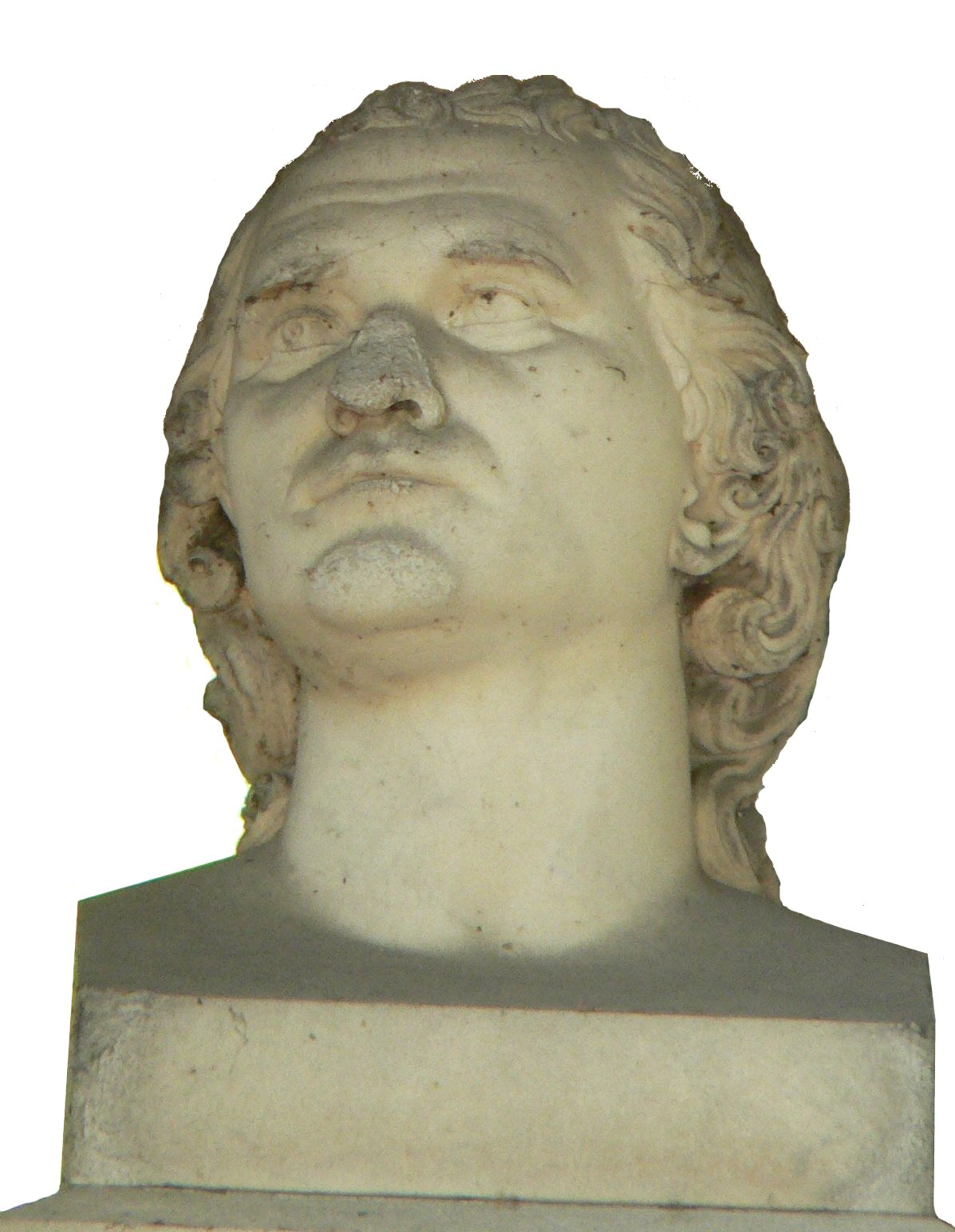
Gaspard Monge büsztje a Père-Lachaise temetőben álló kenotáfiumán. Henri-Joseph Ruxthiel (1775–1837) belga szobrász alkotása

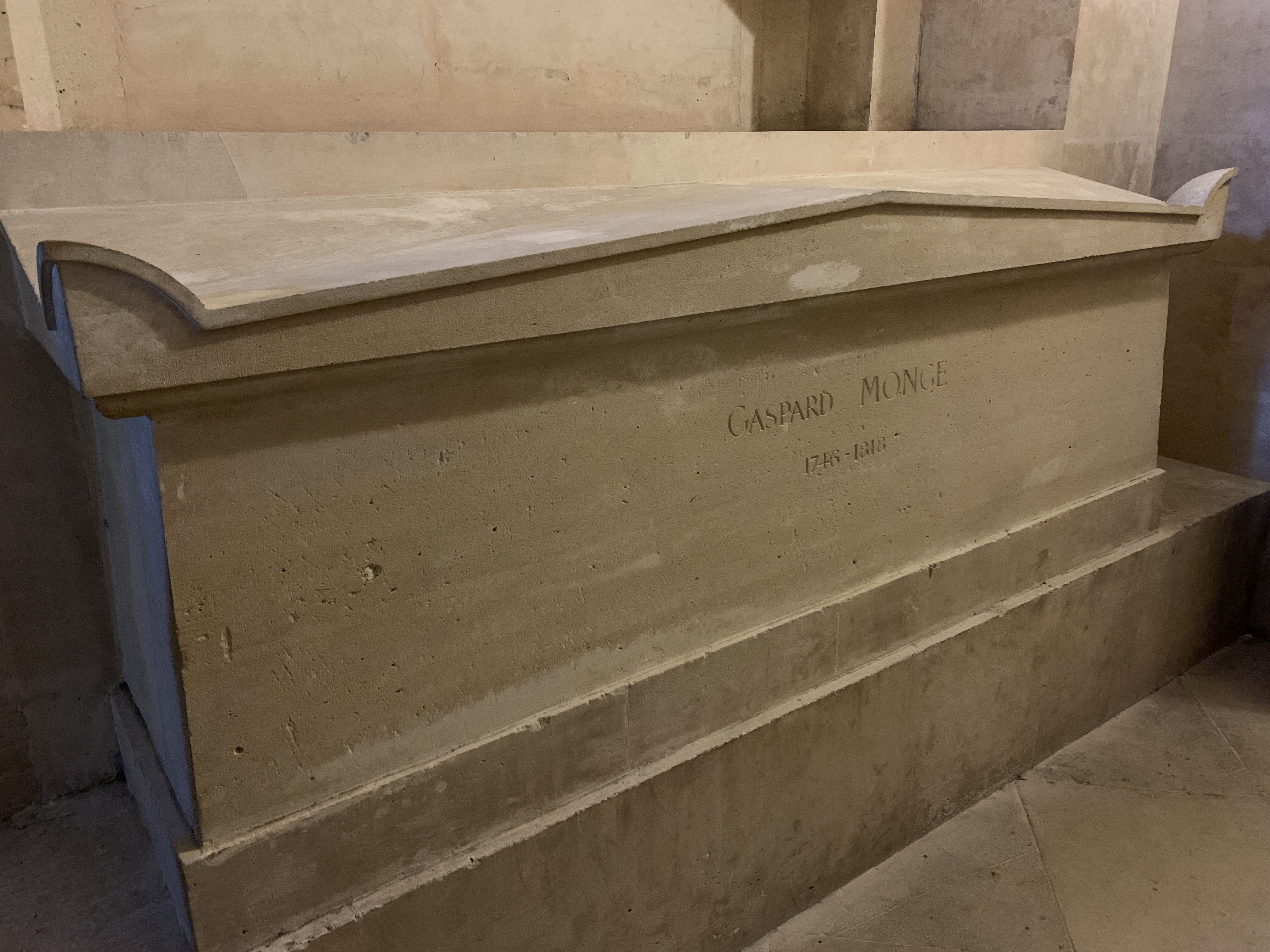
Sírja a Panthéonban

A matematika szempontjából kiváltképp fontos az a meghatározó szerep, amit Monge az École polytechnique megalapításában játszott 1795-ben. Részt vett az eredetileg mérnökképző intézmény igazgatásában, emellett ő oktatta az ábrázoló, az analitikus és a differenciálgeometriát. Tankönyvek nem voltak, az ő előadásait szerkesztették meg és publikálták a diákok számára. Ezek közé tartozott két, 1799-ből való fontos munka. A Géométrie descriptive (Ábrázoló geometria) az École Normale-on tartott előadásain alapul, s ábrázolási módszert tartalmaz a háromdimenziós testek kétdimenziós síkban való megjelenítésére. Ehhez egyetlen papírlapra rajzolta a test vetületeit, elöl-, felül- és oldalnézetben. A másik kötetben, a Feuilles d'analyse appliquée á la géométrie (Geometriára alkalmazott analízis) címűben megalapozta a háromdimenziós geometria algebrai módszereit. Új eljárásai forradalmasították a mérnöki tervezőmunkát. Sikeres könyvei és népszerű előadásai révén jelentősen fejlődött a matematikatanítás is.

### Barátsága Napóleonnal
Monge 1796-ban találkozott hivatalosan Bonaparte Napóleon tábornokkal, ettől kezdve a bizalmasa és legközelebbi barátainak egyike lett. Bonaparte azzal a megbízatással küldte Itáliába, hogy válassza ki azokat a festményeket és szobrokat, amelyeknek értékesítése hozzájárulhat a hadjáratok finanszírozásához. E műalkotások közül sok a Louvre-ba került. Monge 1798 és 1801 között Bonaparte tábornok kíséretében Egyiptomban járt, 1798-ban Kairóban segített az Institut d’Egypt (Egyiptomi Intézet) alapításában; ezt a kulturális szervezetet az Institut de France mintájára hozták létre.

### Élete Napóleon bukása után
Napóleon császár 1814-es bukása után a Bourbonok minden kitüntetésétől megfosztották a bonapartista Monge-ot, és 1816-ban törölték az újjászervezett Institut tagnévsorából.

## Emlékezete
Halála után a Père-Lachaise temetőben helyezték örök nyugalomra, sírja fölé 1820-ban emlékművet emeltek (Pierre Clochard építész és Henri-Joseph Ruxthiel belga szobrász alkotását), majd hamvait 1989. december 12-én, a francia forradalom kétszáz éves évfordulójának ünneplése alkalmával a Panthéonba helyezték át.

## Bibliográfia
- Forrás: Britannica Hungarica
  - Francia nyelvű Monge-életrajzok:
- René Taton: Gaspard Monge (1950) és L'Œuvre scientifique de Monge (1951);
- Paul V. Aubry: Monge, le savant ami de Napoleon Bonaparte, 1746-1818(1954)